# According to Jim
According to Jim is een komische televisieserie van het Amerikaanse netwerk ABC, die liep van 3 oktober 2001 tot 2 juni 2009. De serie wordt in Nederland uitgezonden door Comedy Central (tot 2023: Fox) en in België door STAR Channel en VTM 4.

## Verhaal
Hoofdfiguur Jim (James Belushi) werkt als aannemer in de bouw samen met zijn beste vriend, zwager en architect Andy (Larry Joe Campbell). Jim is een typische Amerikaanse machoman die een groot hart heeft voor zijn vrouw Cheryl (Courtney Thorne-Smith) en zijn drie kinderen Ruby, Gracie en Kyle. Hij is niet bepaald een sociaal mens en zegt het eerste wat bij hem op komt en vaak is dat niet positief. Ook heeft hij conservatieve ideeën over mannen en vrouwen. Verder is hij een grote fan van een honkbalclub de Cubs. Zijn vrouw Cheryl is een typische liefhebbende echtgenoot annex moeder annex zuster en annex dochter. Ze houdt erg van Jim omdat ze weet dat Jim een zachte kant heeft die hij verbergt achter een ruwe bovenlaag. Anders dan Jim vindt zij dat er geen inherente verschillen bestaan tussen mannen en vrouwen en is ze socialer betrokken dan hij. Ze wil graag overkomen als een perfecte deugdzame vrouw, waardoor ze moeite heeft haar gebreken te accepteren. Die probeert ze met name voor Jim te verbergen, wat vaak leidt tot grappige situaties. De zwager Andy (Larry Joe Campbell) werkt als architect op het bedrijf van Jim. Hoewel Jim en Andy elkaar beschouwen als beste vrienden, behandelt Jim hem soms respectloos. Andy laat het zich aanleunen, deels uit bewondering voor Jim en deels uit onzekerheid. Andy is nog vrijgezel en heeft een ietwat verwijfde karakter, maar hij houdt vol dat hij hetero is, al denkt zijn moeder daar wat anders over. In de liefde heeft Andy maar weinig succes. Meestal probeert hij de macho uit te hangen, wat tot een averechtse resultaat leidt. Ook is hij vaak het mikpunt van kattenkwaad van Jim, zijn zus Dana en zijn nichtjes Ruby en Gracie. De vierde hoofdfiguur is Dana (Kimberly Williams), de zus van Andy en Cheryl, die haar broer en zwager geregeld beledigt. Desondanks flirt Dana met Jim wanneer ze gedronken heeft. Dat doet haar beseffen dat ze eigenlijk wel respect heeft voor Jims kwaliteiten als liefhebbende vader en echtgenoot. Dana is ook vrijgezel en misschien stiekem jaloers op het gezinsleven van haar grote zus Cheryl. Ze komt geregeld langs of op de kinderen passen. Haar pogingen tot een serieuze relatie mislukken altijd, net als die van haar broer Andy, waardoor ze zich afgeeft op mannen in het algemeen. Na jaren alleen te zijn geweest, ontmoet Dana dr. Ryan (Mitch Rouse), waarmee ze later trouwt en een zoon krijgt genaamd Tanner. Dana en Ryan zijn niet meer te zien in het laatste seizoen. Wel is er het nieuwe personage genaamd Emily (Mo Collins), de vriendin van Andy. In het laatste seizoen worden Jim en Cheryl voor de vierde en vijfde keer ouders. Ze krijgen dan namelijk een tweeling, de jongetjes Jonathan en Gordon.

## Acteurs
- James Belushi als Jim, de 'man' des huizes.
- Courtney Thorne-Smith als Cheryl, Jims vrouw.
- Larry Joe Campbell als Andy, Cheryls broer.
- Taylor Atelian als Ruby, Jims oudste dochter.
- Billi Bruno als Gracie, Jims jongste dochter.
- Conner Rayburn als Kyle, Jims oudste zoon.
- Mo Collins als Emily, Andys vriendin. (2008-2009)
- Kimberly Williams als Dana, de zus van Cheryl en Andy.
- Mitch Rouse als dr. Ryan, Dana's man. (2004-2007)

## Bekende gastacteurs
- Hugh Hefner als zichzelf
- Dan Aykroyd als Danny
- Jennifer Coolidge als Roxanne
- Erik Estrada als zichzelf
- Bo Diddley als zichzelf
- Wayne Newton als zichzelf
- Brad Paisley als Eddie
- Cole Sprouse als Zack
- Dylan Sprouse als Cody
- Steve Guttenberg als zichzelf
- Julie Newmar als buurvrouw, Julie
- Brian Urlacher als zichzelf

## Trivia
- Voordat de eerste aflevering van According to Jim werd uitgezonden, was The Dad de titel van de serie.
- Jim speelt in een band die blues speelt. De bandleden vormen in het echte leven ook een bluesband, The Sacred Hearts Band genaamd.
- In de 3de aflevering van het eerste seizoen overlijdt Cheryls kat. De kat heette Mr. Feeney, genoemd naar haar ex-vriendje David Feeney, met wie ze de kat had gekocht. Opvallend hieraan is dat een van de producers van de serie David Feeney heet.
- In aflevering 19 van het eerste seizoen, "The Receipt", gaat Jims dvd-speler stuk wanneer hij de film Red Heat aan het kijken is. In die film speelt hij zelf een rol aan de zijde van Arnold Schwarzenegger.